# Bang Kapi
Bang Kapi (in thailandese: บางกะปิ) è uno dei 50 distretti (khet) della città di Bangkok, in Thailandia.